# Rhodocollybia
Rhodocollybia Singer (monetnica) – rodzaj grzybów należący do rodziny Omphalotaceae.

## Charakterystyka
Grzyby kapeluszowe o kapeluszach średniej wielkości, często o średnicy ponad 5 cm, początkowo wypukłych, w stanie dojrzałym płaskich, czasami z garbkiem. Powierzchnia kapelusza jest często nierówna, śluzowata lub śliska w dotyku, kolor od białawego do ciemnoczerwonobrązowego. Hymenofor blaszkowaty, blaszki o barwie od białawej do różowawokremowej, przyrośnięte do trzonu. Trzon zwykle długi i gruby (w stosunku do średnicy kapelusza), często ma wysokość ponad 7 centymetrów i co najmniej 0,5 centymetra grubości. Powierzchnia zwykle biaława lub tej samej barwy co blaszki. Wysyp zarodników jasny, o barwie od różowawej, płowożółtej do różowawokremowej.
Bazydiospory kuliste lub elipsoidalne, szkliste, ze ścianą o grubości do 0,5 µm. Endosporium w odczynniku Melzera dekstrynoidalne, czasami także cyjanofilne. Cheilocystydy występują u wszystkich gatunków, ale są zmieszane z podstawkami i dlatego często niepozorne i łatwe do przeoczenia. Kształt cheilocystyd jest zmienny, od prostych cylindrycznych, wrzecionowatych, maczugowatych, przez koralikowate, rozgałęzione, po nieregularne. Pleurocystyd brak. Skórka kapelusza typu epicutis lub ixocutis, zbudowana z mniej lub bardziej cylindrycznych strzępek, które czasami wykazują również ślady koralikowatych wyrostków, ale zwykle mają tylko kształt cylindryczny. Sprzążki liczne we wszystkich częściach owocników, choć z różną częstotliwością.
Naziemne grzyby saprotroficzne występujące grupkami lub pojedynczo w lasach na resztkach organicznych i dobrze spróchniałym drewnie.

## Systematyka i nazewnictwo
Pozycja w klasyfikacji według Index Fungorum: Omphalotaceae, Agaricales, Agaricomycetidae, Agaricomycetes, Agaricomycotina, Basidiomycota, Fungi.
Nazwę polską podał Władysław Wojewoda w 2003 r. W polskim piśmiennictwie mykologicznym należące do tego rodzaju gatunki opisywane były też jako bedłka lub pieniążek.
Gatunki występujące w Polsce:
- Rhodocollybia butyracea (Bull.) Lennox – monetnica maślana
- Rhodocollybia filamentosa (Velen.) Antonín – monetnica sucha
- Rhodocollybia fodiens (Kalchbr.) Antonín & Noordel. – monetnica korzeniasta
- Rhodocollybia maculata (Alb. & Schwein.) Singer – monetnica plamista
- Rhodocollybia prolixa (Hornem.) Antonín & Noordel. – monetnica karbowanoblaszkowa

Nazwy naukowe na podstawie Index Fungorum. Wykaz gatunków i nazwy polskie według Władysława Wojewody.